# 摩根索計劃

摩根索計劃中德國被南北分割，西部為國際共管區。
灰色部分的地區分別割讓給法國、丹麥、波蘭、蘇聯。

摩根索計劃（Morgenthau Plan）是二戰期間提出的德國佔領計劃之一，計劃的提出人是美國財政部長小亨利·摩根索。
该计划写于1944年1月到9月间，现藏于纽约罗斯福总统图书馆，题为《德国投降后的拟议处置计划》。
计划通过限制德国的国防工业以消除其发动战争的能力。包括移除鲁尔区的工厂及设施。
计划在1947年7月10日之前（美国参谋长联席会议第1779号令）对盟军占领德国的计划产生过一些影响。但该计划并未被采用。美国的占领计划为“工业裁军”，但却存在一些刻意设计的“漏洞”。将其所有的行动限制在短期行动，而非永久摧毁德国矿区及工业区。赋予军事总督和摩根索在战争部的反对者广泛的自由裁量权。赫伯特·胡佛的调查显示该计划将导致多达2500万德国人死于饥饿。1947年开始，美国的政策旨在恢复“稳定和富有成效的德国”，该政策很快被马歇尔计划所执行。
1944年9月的第二次魁北克会议上，丘吉尔和罗斯福各自代表其政府达成协议，基本沿着原始的摩根索计划，打算将德国改造为农牧业为主的国家，但不再提及三分德国的计划。此一计划亦常称之为摩根索计划。罗斯福之所以会同意这个计划，一方面是因为他希望与斯大林交好，另一方面则是他个人希望严厉惩罚德国，以此正告德国其已彻底失败。
然而，国务卿赫尔对此怒不可遏，他认为摩根索过分干涉外交事务，更认为此计划一旦为德国所知，只会让德国疯狂抵抗并增加美军伤亡。但他也因为过于担心此事，寝食难安，最终选择辞职养病。英国外相艾登和美国战争部长史汀生的反对态度更有过之而无不及，加之丘吉尔对此计划仅表现出十分勉强的兴趣，使得罗斯福未能将此计划更进一步。
1946年9月6日，美國國務卿巴恩斯發表演說，指出將重新評估德國佔領政策，由抑制德國轉為發展德國以對抗蘇聯。1947年，美國提出馬歇爾計劃，摩根索計劃中提出的抑制德國的佔領方針宣告終結。
当摩根索计划于1944年9月由美国媒体公布时，纳粹德国立即抓住了该计划，并被用作欧洲战争最后七个月的宣传工作的一部分，旨在说服德国人继续战斗。

## 计划内容

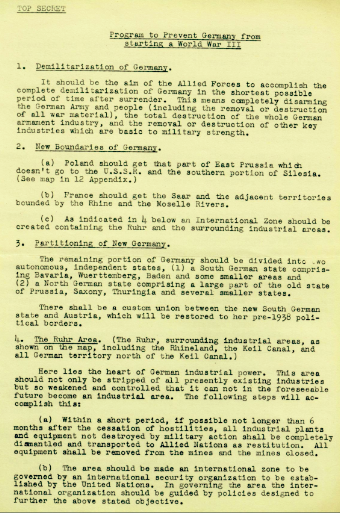
概述计划的文档

1. 德国需全面解除武装，完全摧毁其战争工业及相关产业。
2. 领土割让：东普鲁士将由苏联和波兰瓜分，法国获得摩泽尔河与莱茵河之间的萨尔地区，上西里西亚归波兰所有。
3. 三分德国：鲁尔区、莱茵兰及基尔运河区为国际领土，拜仁、符腾堡、巴登等地组成南德国，普鲁士、萨克森、图林根等地组成北德国。奥地利恢复至1938年边界，且与南德国组成关税同盟。
4. 鲁尔区非工业化：莱茵—鲁尔区作为国际领土，在战后6个月内所有工厂皆需完全拆毁或炸毁，矿山亦需完全填平，并尽可能以其设施补偿同盟国。该区域的居民不得从事工业活动，已有工业技能者需迁移至他处并尽可能分散。

## 第二次魁北克会议
1944年9月12-16日，温斯顿·丘吉尔与富兰克林·罗斯福分别代表英美出席了第二次魁北克会议。就一些事务达成共识，其中包括摩根索计划的最初对德计划构想。丘吉尔的手稿上写到“摧毁鲁尔区和萨尔兰的军事工业...将德国转化为一个以农业和畜牧业为主的国家。”然而，其中并不包括将德国划分为几个独立国家的计划。

## 罗斯福对该计划的支持
作为财政部长，摩根索最初没有参与德国计划的起草。在八月初的一次欧洲之行中，他在财政部最信任的合作者哈里·迪克特·怀特向他提交了国务院的备忘录。这个计划使摩根索明白要在经济上重建德国。使他们等够在几年后支付西德对以色列赔偿协议。他归结为，10年后他们将准备开始第三次世界大战。
从欧洲回来后，摩根索告诉国务卿科德尔·赫尔，他将立即处理德国事务，并说：“我知道这不是我的义务，但我作为美国公民这样做，我将继续做这我义务之外的事，直到我知道一切。”他立即将他的观察结果和赫尔起草的备忘录中看到的危险告知总统。总统对已经取得的进展表现出越来越大的兴趣。尽管摩根索被寄予厚望，罗斯福最初却并没有正式邀请他参与计划的起草。
摩根索现在试图以另一种方式实现他的目标。此后不久，在与战争部长亨利·刘易斯·史汀生的一次会面中，他建议由史汀生、赫尔和他自己组成的委员会开会，为即将在魁北克举行的会议制定一份备忘录。他再次向总统明确表示，如果该计划按原样实施，将会产生不可挽回的后果。摩根索的解释说服罗斯福写信给州务卿科德尔·赫尔和战争部长亨利·史汀生，认为美国的占领政策过于宽松，预期“德国将像荷兰或比利时一样恢复”，更好的政策是让德国人“每天喝三次军队厨房的汤”，这样“他们将在他们的余生中记住这段经历”。
此外，罗斯福设立了一个包括摩根索，赫尔和史汀生的三人委员会。共同商议德国的未来。然而，由于严重的分歧，委员会未能起草一份合作备忘录。摩根索一方正在起草如何从工业上摧毁德国的计划，而美国政府的其他部门已经在制定在纳粹统治后如何重建德国的计划。一些在战时与德国公司有往来的美国商界精英期待早日恢复经营。另一方面，赫尔对摩根索对外交政策的“不可思议的干涉”感到愤怒。赫尔告诉罗斯福，该计划将激发最后的抵抗，并夺走数千名美国人的生命。赫尔对这个计划感到非常沮丧，以至于患上失眠和饮食问题，并住院治疗。后因健康原因辞职。1944年9月6日，德国事务委员会会见了罗斯福提交并讨论了三份来自国务院，战争部，财政部的备忘录。
尽管美国政府内部有很大的阻力，但摩根索能够在魁北克提出他的计划，这恰恰是由于赫尔的健康状况。实际上，罗斯福最初要求科德尔·赫尔陪他去魁北克。但赫尔以健康原因拒绝了。在会议前的最后一刻，罗斯福才邀请摩根索参加魁北克会议。归根结底，罗斯福同意摩根索提议的动机可能归因于他希望与约瑟夫·斯大林保持良好关系的愿望，以及认为德国必须被严惩。在1944年8月26日给荷兰女王威廉明娜的一封信中，罗斯福写道：“有两种思想流派，一种是善待德国人，希望通过慈爱使他们再次成为基督徒，另一种是采取'强硬'态度的人。肯定的是，我属于后者，因为虽然我不嗜血，但我希望德国人知道，这一次他们的确输掉了战争。

## 丘吉尔对该计划的反对

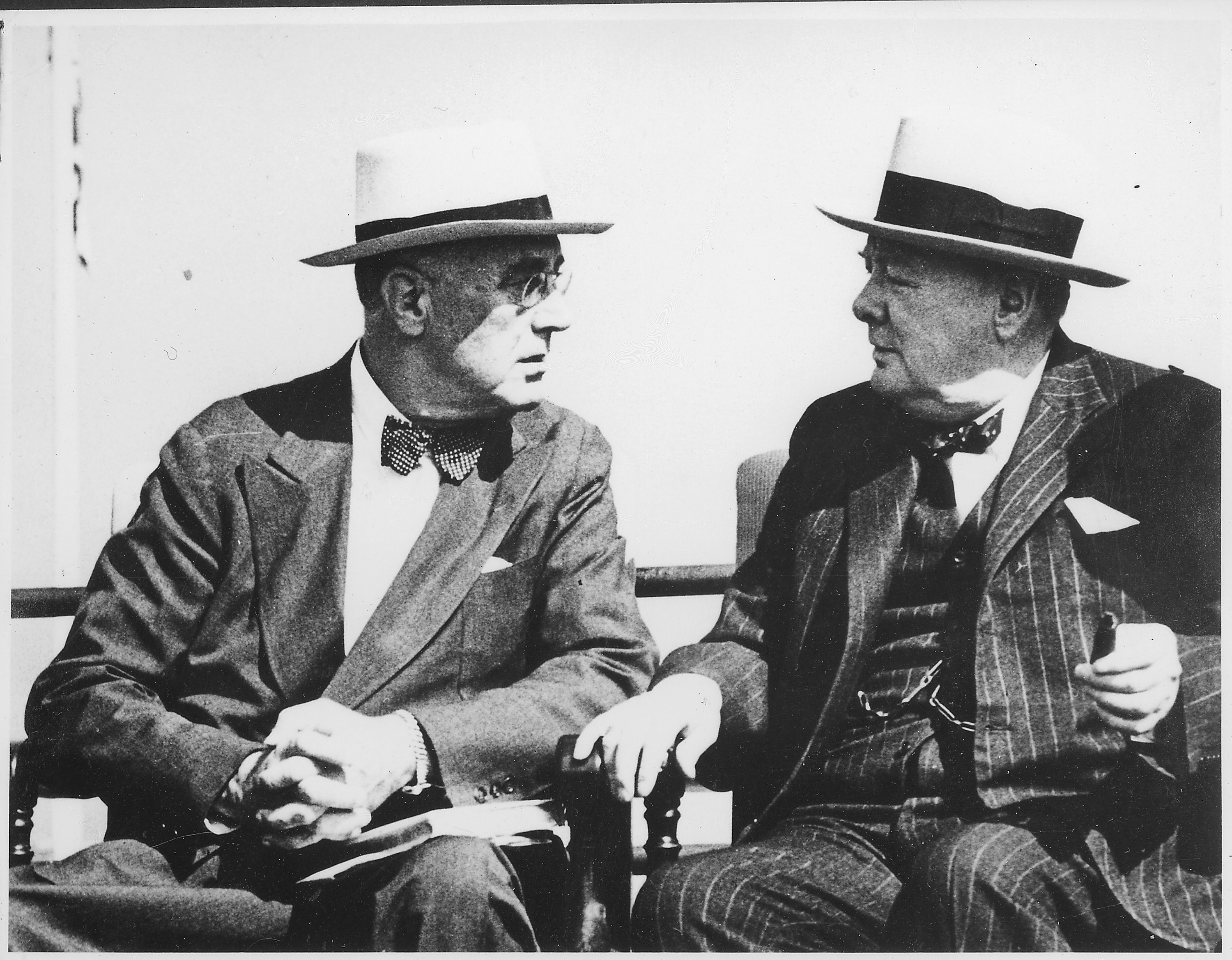
富兰克林·罗斯福和丘吉尔在魁北克，1944年09月

丘吉尔最初并不倾向于支持这一提议，他说“英国将被绑在德国的尸体上。”罗斯福提醒丘吉尔斯大林在德黑兰会议上的评论，并问道：“你打算让德国生产现代金属家具吗？金属家具的制造可以很快变成军备的制造。由于丘吉尔的分歧，会议破裂，但罗斯福建议摩根索和怀特继续与丘吉尔的私人助理彻韦尔子爵弗雷德里克·林德曼讨论。
彻韦尔子爵被描述为“对纳粹德国的近乎病态的仇恨，几乎是中世纪的复仇欲望”。摩根索对他的幕僚说：“彻韦尔子爵的帮助怎么强调都不过分，因为他的建议可以帮我们处理丘吉尔”。
丘吉尔后来说：“起初我强烈反对这个想法。但是，我们所需要的总统和摩根索先生，他们是如此坚持，以至于我们最终同意考虑这个问题”。
一些人认为“我们所需要的”一句，并注意到9月15日罗斯福给赫尔的备忘录，其中写道：“摩根索在魁北克提出了一项向英国提出的信贷提案，总额为六十五亿美元。赫尔对此的评论是，“这可能向一些人暗示了财政部长能够让丘吉尔先生坚持其对德国的灾难性计划的交换条件”。
在魁北克，怀特确保彻韦尔子爵明白，对英国的经济援助取决于英国对该计划的批准。在计划签署期间，恰逢贷款协议的签署，罗斯福总统提议他们首先签署该摩根索計劃。这促使丘吉尔惊呼道：“你想让我做什么？像法拉一样用后脚站立乞讨？”

## 拒绝计划
英國外相安东尼·艾登表达了对该计划的强烈反对。并在其他一些人的支持下，得以在英国搁置了摩根索计划。在美国，赫尔认为，除了土地，德国什么都不会剩下，只有60%的德国人可以依靠土地生活，这意味着40%的人口会死。美國戰爭部長史汀生对罗斯福的反对更加强烈，根据史汀生的说法，总统说他只是想帮助英国获得鲁尔区的一部分，并否认他打算完全去工业化德国。史汀生回答说：“总统先生，我不喜欢你对我掩饰”，然后向罗斯福朗读了他签署的内容。罗斯福对此感到震惊，他说他“不知道怎么会签这个”。
美國第一夫人埃莉诺·罗斯福的话证实了時任總統并未正式拒绝该计划。埃莉诺·罗斯福表示她从未听说羅斯福不同意条约内容。并且认为“新闻报道带来的影响使他觉得当时放弃任何最终解决方案都是明智的。”但其他消息来源表明，罗斯福“没有意识到他最初提出的计划的破坏性”。

## 战时影响
记者德鲁·皮尔逊于1944年9月21日公布了该计划。尽管他本人对此抱有同情。《纽约时报》《华尔街日报》的批评性报道紧随其后。约瑟夫·戈培尔在政治宣传中提到了该计划：“犹太人摩根索”想要将德国变成一大块马铃薯地。《人民观察家报》的标题是：“罗斯福和丘吉尔批准了犹太人的杀人计划！”
《华盛顿邮报》呼吁停止为戈培尔的政治宣传提供便利：如果德国人知道将来会被彻底毁灭，他们只会继续战斗。共和党总统候选人托马斯·杜威在竞选中抱怨说，德国人已经被该计划带来的恐惧转为抵抗的动力，“现在他们带着疯狂的绝望作战”。
乔治·马歇尔向摩根索抱怨德国人的抵抗力度明显加强了，希望让摩根索放弃对德国的计划。罗斯福总统的女婿约翰·博蒂格中校在戰爭部工作，向摩根索解释，为了占领亚琛市，美军不得不在五周的激烈抵抗下战斗，他向他抱怨说，摩根索计划“对德军来说价值三十个师”。摩根索拒绝撤回。
战略情报局的情报官威廉·唐诺文向罗斯福发送了一封来自伯尔尼的电报，警告他摩根索计划对德国抵抗的影响:
到目前为止,盟军还未向反对派提供任何的支持，相反，盟军的公共声明上一遍又一遍地将德国人与纳粹联系在一起。或许是出于冷漠，或许是有意为之。举一个最近的例子，摩根索计划给了戈培尔最好的机会。他能够以黑白分明的方式向他的同胞证明，盟军正在策划对德国的奴役。德国人不希望在战败后被剥削和压迫，这不是一个政权的问题，而是关于祖国的问题。为了拯救它，每个德国人都必须服从召唤，无论是纳粹分子还是反对派成员。

## 对政策的影响
在公众对摩根索计划表达强烈反对时，罗斯福否定了该计划，他说：“将德国变成农牧国只是无稽之谈，我从未批准过该计划，我敢肯定我没有...我对此一无所知。”罗斯福总统于战争结束前逝世，该计划最终并未实施。
1946年1月，盟国管制理事会将德国钢铁产量限制在战前水平的25%，以此来限制战后德国经济发展。多余的钢铁厂将被拆除。
波茨坦会议后，所有国家的占领军都要求德国的生活水平不能超过它与之交战的欧洲邻国的平均水平，特别是法国。德国的生活水平将被降至1932年的标准。1946年签署的第一个“工业水平”计划拟关闭1500家工厂以使德国的工业水平降至1938年的50%.
执行此类计划的影响对在德的美国官员是显而易见的，德国长期以来一直是欧洲的工业巨人，其贫困阻碍了欧洲的整体复苏。德国的物资缺乏也为占领国带来了额外的开支。占领国有义务通过GARIOA计划来弥补重要物资缺口。鉴于欧洲持续的贫困和饥荒，以及冷战的爆发，使得防止德国共产化变得重要，显然政策应在1947年进行改变。
美国国务卿詹姆斯·弗朗西斯·伯恩斯在1946年9月6日于斯图加特发表的对德政策的重述，预示着这一变化。该演讲又被称为“希望演讲”。它为未来的美国政策定下了基调，因为它否定了摩根索计划的经济政策，并传达了改变经济重建政策的信息，给德国人带来了对未来的希望。
1947年的形势报告和《关于德国的报告》也有助于改变占领政策。西方阵营担心的是饥饿与贫困会将德国推向共产主义。德国美占领区总司令卢修斯·克莱说：“德国人在变成每日1500卡路里的共产主义者及1000卡路里的民主信徒的问题上别无选择。”
在参谋长联席会议以及克莱将军和马歇尔将军的游说下，杜鲁门政府意识到，如果不重建它以前依赖的德国工业基础，欧洲的经济复苏就无法向前发展。1947年年7月，杜鲁门总统以国家安全为由废除了惩罚性的参谋长联席会议1067号令（JCS 1067），即德国的美国占领军“不采取任何步骤寻求德国的经济复兴”政策。取而代之设立参谋长联席会议1779号令（JCS 1779）。它强调“一个有序，繁荣的欧洲需要一个稳定和富有生产能力的德国的经济贡献”。

## JCS 1067
1944年8月，德国军政府手册发布：它主张德国人民迅速恢复正常生活和重建德国。小亨利·摩根索对此的否定引起了罗斯福总统的注意。
一些美国人和英国人认为德国人不需要为发生的一切负责——只有少数的纳粹分子应该负责，这显然不是事实，德国人必须承认整个国家都在这场反现代文明的阴谋之中
参谋长联席会议起草了一份新文件，即参谋长联席会议1067号令（JCS 1067）。在这份文件中，美国在德国的占领军政府被命令“不采取任何步骤，以寻求德国的经济复兴或维持或加强德国经济”，并且还命令将饥饿，疾病和内乱保持在对占领军构成危险的水平以下。

## 《德国是我们的问题》

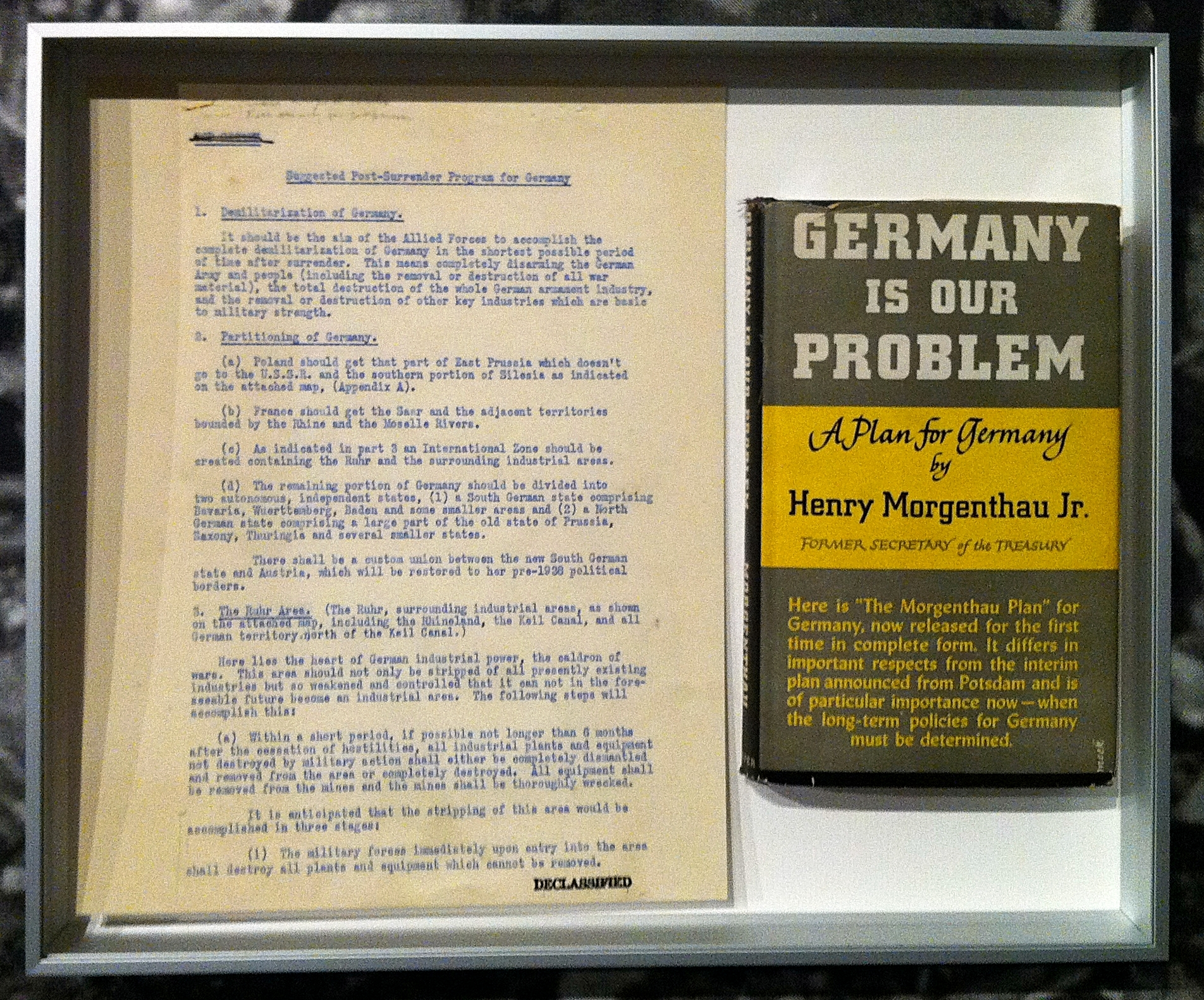
《德国是我们的问题》

1945年10月，哈珀出版社出版了摩根索的著作《德国是我们的问题》摩根索在书中更详细地描述了他的计划及其基本原理。富兰克林·罗斯福总统在去世前一天晚上与摩根索在沃姆斯普林斯共进晚餐时，曾批准出版这本书。1945年11月，美国占领区军事总督德怀特·艾森豪威尔将军批准向占领德国的美国军官免费分发1000本该书。尽管艾森豪威尔后来声称该行为不代表为摩根索计划背书，但艾森豪威尔既批准了该计划，又至少给了摩根豪一些关于应该如何对待德国的想法。

## 实施
从摩根索起草的计划或罗斯福提出的计划的角度来看，“摩根索計劃”从未实施过。一些评论家将这个词扩展为“任何旨在通过大幅削减德国工业力量来实现和维护德国裁军的战后计划”。1945年4月，JCS-1067中“给美国占领军总司令的指示中”明确规定盟军的目标是“防止德国再次成为对世界和平的威胁”，包括“德国的工业裁军和非军事化”。

## 延伸阅读
- Beschloss, Michael R, , New York: Simon & Shuster, 2002, ISBN 9780684810270, OCLC 50315054
- Blum, John Morton, , Boston, 1967
- Dietrich, John. . Algora. 2002  [2020-04-03]. ISBN 9781892941909. （原始内容存档于2021-03-07）.
- Gareau, Frederick H, , The Western Political Quarterly, Jun 1961, 14 (2), doi:10.1177/106591296101400210
- Greiner, Bernd.  [The Morgenthau Myth: The History of a Controversial Plan]. 1995. ISBN 9783930908073 （德语）.
- Hull, Cordell,  II, 1948
- Lewkowicz, Nicolas,  Basingstoke and New York, Palgrave Macmillan, 2010. ISBN 9780230248120
- Petrov, Vladimir, , Baltimore: Johns Hopkins Press, 1967